# تئوفیلوس آدانایی
تئوفیلوس آدانایی (درگذشت در ۵۳۸ میلادی) روحانی ای در کلیسای قرن ششمی بود که گفته می‌شود برای به دست آوردن مقام کلیسایی با شیطان معامله کرده است. داستان او جالب توجه است زیرا قدیمی‌ترین داستان مربوط به پیمان بستن با شیطان است و همچنین الهام بخش افسانه فاوست نیز هست.

## افسانه

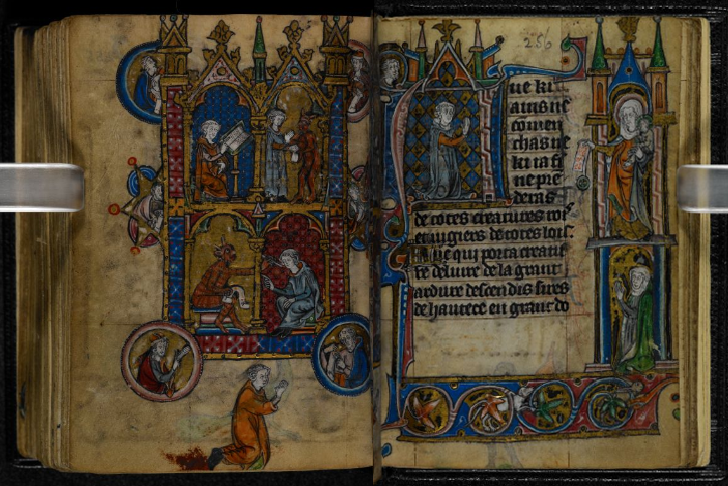
تئوفیلوس با شیطان پیمان می‌بندد. مینیاتور در Maastricht Hours، حدود سال‌های ۱۳۰۰–۲۵